# Kannabichromen
Kannabichromen (CBC) – organiczny związek chemiczny z grupy fitokannabinoidów występujący w konopiach. Wykazuje podobieństwo strukturalne do innych kannainoidów (np. THC, THCV, CBD, CBN). Dowody sugerują, że to właśnie on może odpowiadać za przeciwzapalne, przeciwwirusowe i ogólnie przeciwbólowe działanie konopi. Nie zostało to jednak jeszcze oficjalnie potwierdzone. Ma dwa stereoizomery.